# И пришёл паук
«И пришёл паук» (англ. Along Came a Spider; другой вариант перевода — «Явился паук») — остросюжетный роман американского писателя Джеймса Паттерсона, первый в серии о детективе Алексе Кроссе. Впервые опубликован в 1993 году под эгидой издательства Little, Brown and Company. На русский язык переведён Сюзанной Алукард и издан в 2007 году издательством «АСТ».
Вольно экранизирован в 2001 году режиссёром Ли Тамахори. Роль Кросса исполнил Морган Фримен, в образ ключевого антагониста Гэри Сонеджи-Мерфи перевоплотился Майкл Уинкотт.

## Сюжет
Пролог — «Сыграем понарошку». Штат Нью-Джерси, неподалёку от Принстона, март 1932 года. Психически неуравновешенный Гэри Сонеджи вспоминает, что якобы именно он, а не Бруно Хауптман, в 1932 году похитил и закопал заживо сына прославленного лётчика Чарльза Линдберга и его супруги Энн Морроу Линдберг.
Часть первая — «Мэгги Роуз и Сморчок Голдберг» (1992). Вашингтонскому детективу и бывшему судебному психологу Алексу Кроссу и его лучшему другу, детективу Джону Сэмпсону, поручают расследование жестокого убийства чернокожей семьи Сандерс: 32-летней матери, 14-летней девочки и 3-летнего мальчика. В это же время в одной из элитных частных школах города совершается похищение дочери киноактрисы и адвоката Мэгги Роуз Данн и сына министра финансов США Майкла Голдберга. Похитителем оказывается преподаватель математики, опасный убийца и тонкий психолог Гэри Сонеджи. Кросса с Сэмпсоном отстраняют от дела с убийством и поручают срочно заняться похищением.
Кросс разозлён тем, что гораздо больше шума возникло из-за похищения двух белых детей-мажоров, чем из-за убийства афроамериканской семьи. Сонеджи прячет детей на заброшенной ферме в специально изготовленных гробах. Ночью он убивает агента ФБР Роджера Грэма, придя в ярость от того, что тот пытался присвоить всю славу в этом деле себе, а не самому Сонеджи. Кросс с Сэмпсоном обыскивают квартиру психопата и обнаруживают, что он помешан на печально известном похищении сына лётчика Линдберга. Детективы также находят его «крик души»: «Хочу быть кем-нибудь!».
Вскоре агенты ФБР вылавливают из реки труп Майкла Голдберга. Данны же, верящие, что их дочь жива, получают письмо с требованием выкупа в 10 миллионов долларов, причем в качестве того, кто этот выкуп должен доставить, автор письма называет Алекса Кросса. У Кросса начинаются романтические отношения с сотрудницей секретной службы Джеззи Фланаган. Он доставляет выкуп в «Диснейленд», где пилот самолёта просит его проследовать за ним. Пилот отвозит Кросса на небольшой остров, где забирает у него деньги и, не вернув девочку, сбегает. На заброшенной ферме, где Сонеджи удерживал детей, проезжающие мимо полицейский находят вырытые могилы и обувь Мэгги.
Часть вторая — «Сын Линдберга». После смерти Майкла Сонеджи возвращается домой в Уилмингтон, где читателю становится понятно, что настоящая фамилия убийцы — Мерфи, он женат и имеет маленькую дочку, которые даже не подозревают о его настоящей жизни. Вернувшись в Вашингтон, Сонеджи жестоко убивает бывшую подругу, преподавательницу в школе, где он раньше работал. Кросс и Сэмпсон, обследовав место преступления и изувеченный труп, понимают, что Сонеджи стоит и за совершенными ранее убийствами, в том числе семьи Сандерс.
Опросив соседей, детективы выходят на его след, в срочном порядке выезжают к нему домой, но Сонеджи удаётся сбежать. Спустя день психопат убивает нескольких людей в одном из местных McDonald’s и берёт всех посетителей ресторана в заложники. Снайпер ранит Сонеджи в плечо, но его успевает спасти Кросс, полагая, что тот расскажет им о местонахождении Мэгги.
Часть третья — «Последний джентльмен Юга» и часть четвёртая — «Вспомните Мэгги Роуз». Суд над Сонеджи-Мерфи продолжается одиннадцать месяцев. Кросс несколько раз вводит его в состояние гипноза и узнаёт, что он страдает редчайшим заболеванием — раздвоением личности. В повседневной жизни он Гэри Мерфи, добрый семьянин, его вторая личность — особо опасный социопат Гэри Сонеджи. Невзирая на то, что Сонеджи-Мерфи защищает один из сильнейших адвокатов города, пытающийся оправдать его из-за невменяемости, убийцу признают виновным в похищении двоих детей и убийстве, по крайней мере, одного из них.
Кросс узнаёт, что перед похищением детей кто-то следил за самим Сонеджи, детально изучая каждый его шаг.
Часть пятая — «Повторное расследование». Всё больше и больше фактов указывают на то, что за Сонеджи следили агенты Секретной службы Майк Дивайн и Чарли Чакли, ныне подавшие в отставку. Кросс вновь встречается с Сонеджи, который заявляет ему, что понятия не имеет, где в данный момент пребывает Мэгги и жива ли она вообще. После беседы с ним Кросс окончательно убеждается в том, что за повторным похищением девочки стоят Дивайн и Чакли.
Кросса вызывают в «святая святых» — в кабинет заместителя директора ФБР Курта Витаса. Витас сообщает Кроссу, что они уже давно следят за Дивайном и Чакли и за это время выяснили, что пилота в «Диснейленде» на самом деле подослали именно они, они же присвоили себе 10 миллионов, а позже устранили его. Кросса ошарашивают информацией о том, что повторное похищение детей организовала его возлюбленная, Джеззи Фланаган.
В это же время из вашингтонской тюрьмы с большим трудом сбегает Сонеджи. Он отправляется к Дивайну, пытает его и узнаёт, куда они спрятали выкуп. Кросс берёт Фланаган на отдых на Карибские острова, где с болью на душе признаётся ей, что всё знает. Она объясняет, что перехват выкупа — её идея, а Мэгги Роуз в данный момент находится в Южной Америке, куда похитители передали её другой семье.
Часть шестая — «Дом Кросса». Вскоре после ареста Фланаган и возвращения Мэгги домой Сонеджи заявляется домой к Кроссу, пытаясь убить его самого, бабушку Нану и его детей. Проиграв схватку, убийца направляется на Пенсильвания-авеню, где берёт в заложники двоих детей. После непродолжительных переговоров Сэмпсон стреляет в него.
Эпилог — «Высшая справедливость» (1994). Чакли и Фланаган казнены за свои преступления, а Сонеджи доживает свои дни в психиатрической лечебнице. Каким-то образом он передаёт Кроссу своё прощальное письмо, закончив его словами «Хочу, чтоб меня помнили». Кросс возвращается домой, к своей семье.